# Lisa Larsson
Lisa Larsson (Växjö, 14 februari 1967) is een Zweedse zangeres van klassieke muziek. Haar zangstem is sopraan.

## Carrière
Larsson begon haar muzikale carrière als concertfluitist, voordat ze in Basel zangkunst ging studeren. Ze trad vanaf 1993 op in de Internationales Opernstudio in Zürich met dirigenten zoals Franz Welser-Möst, Nikolaus Harnoncourt en Christoph von Dohnányi.
Zij trad tevens op als operazangeres in het La Scala van Milaan, in de Opera van Lausanne, in de Komische Oper Berlin en met het operagezelschap van Basel. Zij zong op diverse Europese festivals zoals het Glyndebourne Festival Opera, het Salzburg Pasen Festival en The BBC Proms.
Als concertzangeres trad zij onder andere op met de Berliner Philharmoniker onder de directie van Claudio Abbado, met het Orchestra of the Age of Enlightenment waarbij Nicholas McGegan dirigeerde en bij het Tonhalle Orchester Zürich onder Christopher Hogwood.
Larssen nam ook deel in het project van Ton Koopman en het Amsterdam Baroque Orchestra & Koor om de complete vocale werken op te nemen van Johann Sebastian Bach.
In 2020 ontving ze de Zweedse koninklijke onderscheiding "Litteris et Artibus".